# Komunistická strana Indie (marxistická)
Komunistická strana Indie (marxistická) je indická komunistická strana. Odštěpila se roku 1964 od KS Indie, kterou označovala za revizionistickou. Brzy nabyla většího vlivu než KSI. Dnes je součástí Levicové fronty.

## Přehled volebních výsledků
- 1967: 4,28 %
- 1971: 5,12 % (+ 0,84 %)
- 1977: 4,29 % (- 0,83 %)
- 1980: 6,24 % (+ 1,95 %)
- 1984: 5,72 % (- 0,53 %)
- 1989: 6,55 % (+ 0,83 %)
- 1991: 6,14 % (- 0,41 %)
- 1996: 6,12 % (- 0,02 %)
- 1998: 5,16 % (- 0,96 %)
- 1999: 5,40 % (+ 0,24 %)
- 2004: 5,66 % (+ 0,26 %)